# Idéal maximal

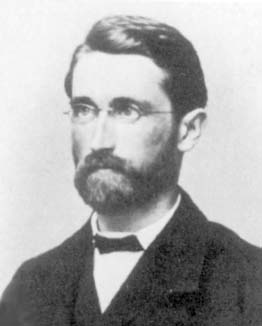
Richard Dedekind (1831-1916), formalisateur du concept d'idéal

Un idéal maximal est un concept associé à la théorie des anneaux en mathématiques et plus précisément en algèbre.
Un idéal d'un anneau commutatif est dit maximal lorsqu’il est contenu dans exactement deux idéaux, lui-même et l'anneau tout entier. L'existence d'idéaux maximaux est assurée par le théorème de Krull.
Cette définition permet de généraliser la notion d’élément irréductible à des anneaux différents de celui des entiers relatifs. Certains de ces anneaux ont un rôle important en théorie algébrique des nombres et en géométrie algébrique.

## Motivations
L'arithmétique demande parfois de travailler sur des anneaux d'entiers algébriques. Les théorèmes habituellement utilisés pour les entiers usuels, comme celui de la décomposition en facteurs premiers, ne sont alors plus entièrement vérifiés : la décomposition n'est plus nécessairement unique.
Pour pouvoir néanmoins construire la théorie, un autre concept reste opérationnel : celui des idéaux. Dans un anneau principal, les définitions valables pour les éléments, comme irréductible, premier, premiers entre eux dans leur ensemble, pgcd ou encore ppcm, ont des définitions équivalentes pour les idéaux ; en particulier, la notion d'idéal maximal correspond à celle d'éléments irréductibles, largement utilisée dans la théorie des polynômes.

## Définitions
- Un idéal maximal d'un anneau commutatif A est un idéal I maximal pour l'inclusion parmi les idéaux propres de A (i. e. différents de l'anneau tout entier), c.-à-d. que le seul idéal propre de A contenant I est I lui-même.
- Un élément irréductible est un élément non nul dont l'idéal engendré est maximal parmi les idéaux principaux propres.

Cette définition équivaut à :
Un élément irréductible est un élément dont toute décomposition en deux facteurs contient un et un seul élément inversible.

## Exemples
- L'idéal {0} est maximal (dans un anneau commutatif) si et seulement si l'anneau est un corps[1].
- Les anneaux possédant un unique idéal maximal ont une importance particulière : ce sont les anneaux locaux (comme l'anneau des entiers p-adiques ou celui des séries formelles sur un corps). Ils sont en général obtenus après un processus de localisation qui consiste à rendre inversibles suffisamment d'éléments pour qu'il ne reste qu'un idéal maximal.
- Parmi les idéaux premiers de l'anneau ℤ[X] des polynômes à coefficients entiers, les idéaux maximaux sont ceux de la forme (p, f) où p est un nombre premier et f un polynôme unitaire irréductible modulo p.

## Propriétés

### Anneau quotient
Un idéal I d'un anneau commutatif A est maximal si, et seulement si, l'anneau quotient A/I est un corps.
En effet, l'anneau commutatif A/I est un corps si et seulement s'il est non nul et sans idéal non trivial, c'est-à-dire si et seulement si A ≠ I et les deux seuls idéaux de A contenant I sont A et I.
Dans l'anneau C(X) des fonctions à valeurs réelles continues sur un espace topologique X, pour tout point x de X, l'idéal Ix des fonctions nulles en x est maximal car le quotient C(X)/Ix est isomorphe au corps des réels.
Lorsque X est compact, ces idéaux maximaux sont les seuls.
Plus généralement, lorsque X est complètement régulier, les idéaux maximaux de C(X) sont, pour chaque point x du compactifié de Stone-Čech βX : l'idéal Ix des fonctions dont l'ensemble des zéros admet x pour point adhérent dans βX ; si x ∉ X, C(X)/Ix peut être hyperréel,.

### Idéal premier
D'après la caractérisation précédente (et puisque tout corps est intègre), tout idéal maximal d'un anneau commutatif est premier.
Les anneaux commutatifs dans lequel la réciproque est vraie sont ceux de dimension 0.
Les seuls anneaux commutatifs intègres de dimension 0 sont les corps commutatifs.
Dans un anneau intègre de dimension ≤ 1 — par exemple un anneau de Dedekind —, tout idéal premier non nul est maximal.
Inversement, dans tout anneau intègre de dimension > 1, il existe des idéaux premiers non nuls et non maximaux, comme l'idéal (X) dans ℤ[X].

### Anneau principal
Dans un anneau principal (cas particulier d'anneau de Dedekind), on a de plus : tout élément irréductible est premier (comme dans tout anneau intègre à PGCD). Par conséquent :

Pour tout élément p d'un anneau principal, les propriétés suivantes sont équivalentes :
- p est premier ;
- p est irréductible ;
- l'idéal (p) est maximal.

- Les idéaux maximaux de l'anneau (euclidien, donc principal) ℤ des entiers relatifs sont les idéaux de la forme pℤ, pour p un nombre premier.
- Si K est un corps commutatif, les idéaux maximaux de l'anneau euclidien K[X] sont les idéaux engendrés par les polynômes irréductibles. Cette propriété permet par exemple de construire le corps de rupture d'un polynôme irréductible. Si K est algébriquement clos (par exemple si K est le corps des nombres complexes), les polynômes irréductibles sont les polynômes de degré 1.

### Image réciproque
Soit φ un morphisme d'anneaux (commutatifs et unitaires) de A dans B. Contrairement à ce qui se passe pour les idéaux premiers, l'idéal image réciproque par φ d'un idéal maximal de B n'est pas nécessairement un idéal maximal de A (penser par exemple à l'inclusion de ℤ dans ℚ et à l'idéal nul).
Cependant :

si φ est surjectif, la bijection entre les idéaux K = φ(J) de B et les idéaux J = φ−1(K) de A qui contiennent kerφ se restreint aux idéaux maximaux,
puisque A/J est alors isomorphe à B/K.

### Théorème de Krull et éléments inversibles
Le théorème de Krull (équivalent à l'axiome du choix) assure que dans tout anneau commutatif, un idéal propre est toujours inclus dans au moins un idéal maximal.
En conséquence, un élément de l'anneau est inversible si et seulement s'il n'appartient à aucun idéal maximal. En effet, un élément est non inversible si et seulement si l'idéal qu'il engendre est propre.